# ♥Lonely in Gorgeous♥
「♥Lonely in Gorgeous♥」（ロンリー イン ゴージャス）は川瀬智子の「Tommy february6」名義での8枚目のシングル。2005年11月30日に発売された。

## 概要
- 前作から1年4ヶ月ぶりのリリース。初回盤はデジパック仕様で通常盤とジャケットが異なっている。
- Tommy february6名義でのシングルは次作『BE MY VALENTINE』まで発売されず、ブランクは8年にも及ぶ。

## 収録曲
1. ♥Lonely in Gorgeous♥
作詞：Tommy february6／作編曲：MALIBU CONVERTIBLE
アニメ『Paradise Kiss』（フジテレビジョン）オープニング・テーマ
ハードな失恋をテーマにした曲である。
PVはTommy february6が刑事に扮し犯人を追う場面と、ドールハウスの中でチアガールと踊る場面とで構成されている。
2. Is this feeling love ?
作詞：Tommy february6／作編曲：MALIBU CONVERTIBLE
3. E-mail♥more
作詞：Tommy february6／作編曲：MALIBU CONVERTIBLE
4. ♥Lonely in Gorgeous♥(original instrumental)

## 収録アルバム
- 『Strawberry Cream Soda Pop “Daydream”』（#1、2）（2009年2月25日）